# Fort Jesus
Fort Jesus (suahili: Boma la Yesu) – fort w Mombasie w Kenii, w 2011 roku wpisany na listę światowego dziedzictwa UNESCO. 

## Historia
Fort zbudowali w 1593 roku Portugalczycy z rozkazu króla Filipa II. Na przestrzeni wieków wielokrotnie zmieniali się nim władający. Pierwsza zmiana nastąpiła w roku 1631 w czasie powstania miejscowej ludności arabskiej pod wodzą sułtana Dom Jeronimo Chingulii. Wkrótce jednak przybyłe z Zanzibaru portugalskie wojska odbiły fort, dzięki czemu Portugalczycy utrzymali władzę w Mombasie, czerpiąc zyski z handlu na Oceanie Indyjskim aż do końca XVII wieku. Pod koniec lat 90. XVII wieku Mombasę przy wsparciu Lamu i Pate zajęli omańscy Arabowie, przy czym fort poddał się dopiero po 33 miesiącach oblężenia. 
W 1728 roku doszło do buntu stacjonujących w forcie afrykańskich żołnierzy, niezadowolonych z rządów arabskich. Wykorzystując sytuację, Portugalczycy ponownie zajęli fort, jednak już po roku powrócili Arabowie z rodu Mazrui, którzy wkrótce ogłosili niepodległość od Omanu i panujących tam Busaidich. Ci ostatni, zająwszy pobliskie Lamu, wielokrotnie atakowali później Mombasę przy wsparciu Brytyjczyków. Busaidi ostatecznie zajęli Mombasę i Fort Jesus w połowie XIX wieku i panowali tam do roku 1875, kiedy to fort wraz z pasem wybrzeża wydzierżawili od nich Brytyjczycy. Od tamtej pory aż do roku 1958 Fort Jesus służył za miejskie więzienie.

## Fort Jesus współcześnie
Do naszych czasów z dawnego kompleksu fortu zachował się między innymi „Dom Omański” (Omani House) oraz „Sala Mazruich” (ang. Hall of the Mazrui) z kamiennymi ławami i osiemnastowiecznymi inskrypcjami. Poza tym także ruiny kościoła, magazynów i sklepów.
Obecnie w forcie działa niewielkie muzeum, usytuowane we wschodniej części kompleksu, w dawnych koszarach. Muzeum poświęcone jest historii cywilizacji Suahili – wśród eksponatów znajduje się m.in. ceramika, zarówno miejscowa, jak i przywieziona w przeszłości z Azji (m.in. z Chin). Mieści się tu także ekspozycja etnograficzna poświęcona ludom Mijikenda.